# Land van Léon

Vlag van Bro Leon

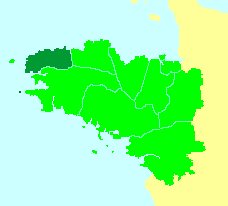
Ligging van Bro Leon in Bretagne

Het land van Léon (Bretons: Bro Leon) was tot 1790 een zelfstandig gebied in Bretagne. Het was eeuwenlang het gebied van de bisschop van Saint-Pol-de-Léon. Pol Aurélien zou in de 6e eeuw de eerste bisschop geweest zijn. Twaalf jaar na de Franse Revolutie, in 1802, werd ook het bisdom zelf opgeheven en samengevoegd met het bisdom Quimper.
Tegenwoordig bestrijkt het land van Léon 112 gemeenten op ruim 2000 km² en 400.000 inwoners.